# Mister International 2006
Ne doit pas être confondu avec Manhunt International 2006.
Mister International 2006 fut la première édition du concours mondial de beauté masculine Mister International. Le concours se déroula le 7 octobre 2006 à Singapour. Parmi les 19 candidats qui se sont présentés à cette élection, ce fut Wissam Hanna du Liban qui remporta le premier titre de Mister International.

## Résultats

### Classement
| Place                                                       | Candidat |
| ----------------------------------------------------------- | --- |
| Mister International 2006                                   | - Liban – Wissam Hanna |
| 1er dauphin                                                 | - Venezuela – Erbert Javier Delgado |
| 2e dauphin                                                  | - Grèce – Konstantinos Avrampos |
| 3e dauphin                                                  | - Lettonie – Karlis Karolis |
| 4e dauphin                                                  | - États-Unis – Chaka Sedgwick |
| Demi-finalistes (6 au lieu de 5 à cause d’un score ex æquo) | - Indonésie – Andreano Philip - Italie – Victorio Alba - Nouvelle-Zélande – Jay Singh - Philippines – Ken Escudero - Singapour – Dennis Lau - Sri Lanka – Roshan Ranawana |

### Récompenses spéciales
| Titre                                             | Candidat                     |
| ------------------------------------------------- | ---------------------------- |
| Mister Photogenic (Photogénique)                  | - Philippines – Ken Escudero |
| Mister Congeniality (Sympathie)                   | - Singapour – Dennis Lau     |
| Mister Spirit (Esprit, caractère)                 | - Italie – Victorio Alba     |
| Best National Costume (Meilleur costume national) | - Liban – Wissam Hanna       |

## Participants
- Afrique du Sud – Daniel Benjamin Lombard
- Australie – Daryl Wee
- Allemagne – Warren Taubitz
- États-Unis – Chaka Sedgwick
- Grèce – Konstantinos Avrampos
- Guatemala – Jonathan Landa
- Inde – Sudhir Tewari
- Indonésie – Andreano Phillips
- Italie – Victorio Alba
- Lettonie – Karlis Karolis
- Liban – Wissam Hanna
- Malaisie –  Liew Kar Hoon
- Namibie – Jacques Venter
- Nouvelle-Zélande – Jay Singh
- Philippines –  Ken Escudero
- Singapour – Dennis Lau
- Sri Lanka – Roshan Ranawana
- Venezuela – Erbert Javier Delgado